# Danny Ilegems
Danny Ilegems (1958) is een Belgisch journalist. 

## Biografie
Danny Ilegems behaalde een master Communicatiewetenschappen aan de Vrije Universiteit van Brussel. 
Van 1985 tot 2000 werkte hij als journalist bij Humo en Panorama. Van 2001 tot en met 2002 was hij hoofdredacteur van  MaoMagazine en van 2003 tot 2005 hoofdredacteur van Deng. Van 2008 tot 2011 was Ilegems actief bij het tijdschrift Goedele. In 2013 volgde hij Karel Degraeve op als hoofdredacteur van Humo.
Hij is de broer van acteurs Herwig Ilegems en Bieke Ilegems.